# دووریشته، دسپوتوواتس
دووریشته (صربی: Dvorište یک روستا در صربستان است که در Despotovac واقع شده‌است.